# Csővár
Csővár é um município da Hungria, situado no condado de Peste. Tem 17,17 km² de área e sua população em 2015 foi estimada em 597 habitantes.